# Casbia profusa
Casbia profusa är en fjärilsart som beskrevs av W. Warren 1903. Casbia profusa ingår i släktet Casbia och familjen mätare. Inga underarter finns listade i Catalogue of Life.